# Antrophyum megistophyllum
Antrophyum megistophyllum là một loài dương xỉ trong họ Pteridaceae. Loài này được Copel. mô tả khoa học đầu tiên năm 1936.